# PGC 2627
LEDA/PGC 2627, auch UGC 470, ist eine irreguläre Radiogalaxie vom Hubble-Typ Irr im Sternbild Andromeda am Nordsternhimmel. Sie ist rund 239 Millionen Lichtjahre von der Milchstraße entfernt und hat einen Durchmesser von etwa 65.000 Lichtjahren. Vom Sonnensystem aus entfernt sich das Objekt mit einer errechneten Radialgeschwindigkeit von näherungsweise 5.200 Kilometern pro Sekunde.
Die Galaxie ist Teil der fünf Mitglieder zählenden Lyons Groups of Galaxies LGG 12 um NGC 252. Im selben Himmelsareal befinden sich unter anderem die Galaxien IC 46, PGC 212590, PGC 1793298.